# Bill Butler
Bill Butler (1933 – 4 de junio de 2017) fue un editor de películas inglés. Era conocido por editar A Clockwork Orange (1971), con la cual obtuvo una nominación al premio de la Academia en la categoría de mejor montaje. Otras películas notables editadas por Butler incluyen Buona Sera, Mrs. Campbell (1968), A Touch of Class (1973) y The Duchess and the Dirtwater Fox (1976), todas dirigidas por Melvin Frank. Murió en Sherman Oaks, California el 4 de junio de 2017.

## Premios y distinciones
Premios Óscar
| Año  | Categoría        | Película                            | Resultado |
| ---- | ---------------- | ----------------------------------- | --------- |
| 1972 | Mejor montaje    | La naranja mecánica                 | Nominado  |
| 1976 | Mejor fotografía | Alguien voló sobre el nido del cuco | Nominado  |